# Rezistența austriacă
Rezistența austriacă  la dominația nazistă a început odată cu anschlussul din 1938 (alipirea la Germania) și își are bazele în activitatea socialistă și comunistă antifascistă apărută încă din 1934. Activiștii de stânga au acționat izolat în contextul curentului principal de opinie din Austria anilor de război. Unul dintre cei mai importanți dintre acești activiști a fost Josef Plieseis. Alți membri ai rezistenței antinaziste au fost persoane cu convingeri religioase catolice puternice sau monarhiști. Mai mulți naționaliști austrieci, chiar și dintre cei cu simpatii fasciste, au făcut de asemenea parte din rezistență, opunându-se desființării statului austriac.
Societatea austriacă a avut o atitudine ambivalentă față de guvernarea nazistă din 1938 –  1945, puțini austrieci participând activ la mișcarea de rezistență. De timp ce o bună parte a societății austriece a sprijinit activ sau tacit regimul nazist, forțele aliate au tratat Austria ca pe o putere beligerantă și au menținut forțe de ocupație în țară după capitularea nazistă. Pe de altă parte, Declarația de la Moscova afirma că mai înainte de război Austria a fost o societate democrată și liberă, și considera că trupele aliate au intrat în țară într-o misiune de eliberare.
Situația Austriei din anii 1938 – 1945 a fost discutată de numeroși autori, luând în considerație ambele perspective, ca de exemplu în lucrarea The Resistance in Austria, 1938-1945 de Radomír Luza (University of Minnesota Press, 1984).